# Partito del Popolo di Tutta la Nigeria
Il Partito del Popolo di Tutta la Nigeria (in inglese: All Nigeria Peoples Party) è stato un partito politico di orientamento conservatore attivo in Nigeria dal 1998 al 2013.
In occasione delle elezioni presidenziali del 2003 sostenne la candidatura di Muhammadu Buhari, che conseguì il 32,2% dei voti e che fu sconfitto da Olusegun Obasanjo.
Alle successive elezioni presidenziali del 2007 appoggiò di nuovo Buhari, che ottenne il 18,7% dei voti e che fu sconfitto da Umaru Yar'Adua.
Infine, alle elezioni presidenziali del 2011 sostenne Ibrahim Shekarau, che si fermò al 2,4% (Buhari, che in tale occasione ottenne il 32%, fu sostenuto dal Congresso per il Cambiamento Progressista, ma fu comunque sconfitto da Goodluck Jonathan).
Nel febbraio 2013 il partito è confluito in un nuovo soggetto politico, il Congresso di Tutti i Progressisti, insieme a Congresso per il Cambiamento Progressista (CPC), Congresso d'Azione della Nigeria (ACN) e ad una parte della Grande Alleanza di Tutti i Progressisti (APGA).